# Aşağı Ağcakənd
Aşağı Ağcakənd, (in armeno Շահումյան? trasl. Shahumian; in azero Şaumyan) è un comune dell'Azerbaigian situato nel distretto di Goranboy.
Conta una popolazione di 207 abitanti. Prima della Operazione anello del 1991 aveva una popolazione prevalentemente di lingua armena e come tale era rivendicato dalla dissolta repubblica di Artsakh.